# Acochlidium fijiense
Acochlidium fijiense Haynes & Kenchington, 1991 è un  mollusco gasteropode della famiglia Acochlidiidae.

## Descrizione
È un piccolo gasteropode lungo sino a 19 mm, di colore giallo crema, con ampie strie brune sul dorso. La massa viscerale è racchiusa in una sorta di gobba che si distacca nettamente dal resto del corpo. Nel piede e nella gobba sono presenti piccole spicole calcaree. La radula è asimmetrica con formula radulare 1+1+2.

## Biologia
A differenza di molti altri acoclidiimorfi, Acochlidium fijiensis è una specie ermafrodita dotata di organi copulatori ben sviluppati, situati all'interno della gobba viscerale. Le uova vengono deposte in una massa gelatinosa, che viene in genere attaccata alla superficie inferiore dei sassi. Dopo 10 giorni dalla deposizione, dalle uova fuoriescono le larve, che trascorrono i primi giorni di vita all'interno della massa gelatinosa, per poi completare il loro sviluppo in acqua.

## Distribuzione e habitat
Questa specie è stata rinvenuta in due corsi d'acqua dolce delle isole Figi, il fiume Nasekawa sull'isola Vanua Levu e il fiume Lami a Viti Levu.
Vive in acque poco profonde (6–10 cm), in genere sotto i sassi in prossimità delle rive.